# Savincats
Els savincats -savincates en llatí- foren un poble celta alpí esmentat a l'arc de Susa, suposats veïns dels adanats (adanates que són probablement els edenats o edenates). Se'ls situa a la regió d'Embrun i al Durance on hi ha una vila anomenada Savines.